# داود سلوم
داود سلوم كاظم العجيلي (1349- 1431 هـ / 1930- 2010 م) لغوي وباحث ومحقق عراقي. له مؤلفات ودراسات كثيرة في اللغة والأدب والشعر، يعد من أبرز الأدباء والباحثين في العراق بالقرن العشرين.

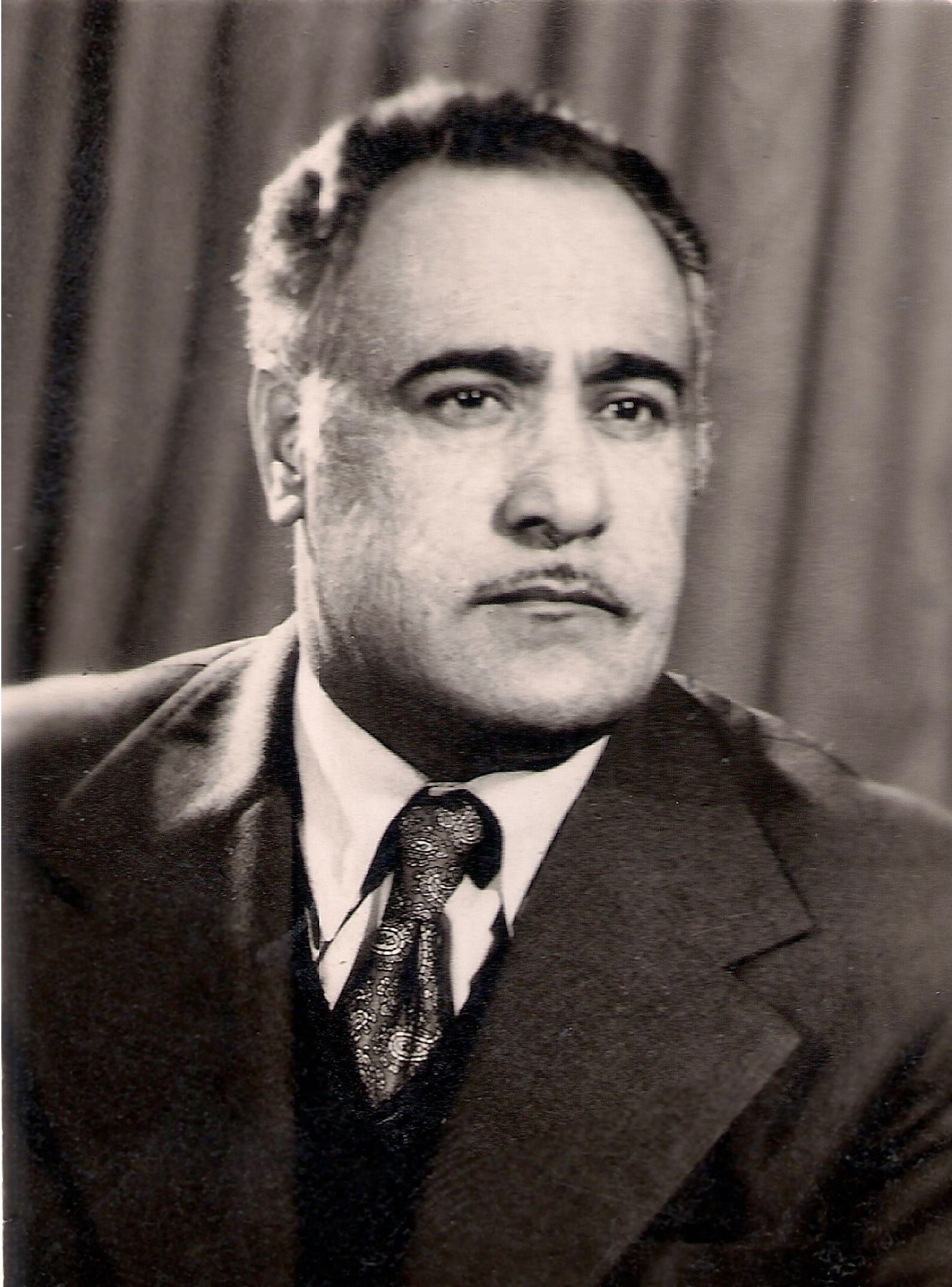
داود سلوم في مرحلة سابقة من عمره

## سيرته
ولد داود سلوم كاظم العجيلي سنة 1349هـ / 1930م في ريف الكرادة الشرقية ببغداد عاصمة المملكة العراقية، ونشأ بها. درس القرآن أولًا ثم دخل المرحلة الثانوية (الفرع الادبي) ومنها إلى كلية الآداب بجامعة بغداد في 1949. تخرج منها سنة 1953 وسافر في سبتمبر (أيلول) من العام نفسه إلى بريطانيا لإكمال دراسته. فحصل على الماجستير من مدرسة الدراسات الشرقية بجامعة لندن سنة 1955، والدكتوراه من الجامعة نفسها.
في 17 سبتمبر (أيلول) 1955 عيّن مدرّساً في كلية الآداب بجامعة بغداد. ترقى بعدها إلى أستاذ مساعد ثم أستاذ مشارك في تموز 1972. عين رئيسا لقسم اللغة العربية في الكلية لفترتين، الأولى في 14 سبتمبر (أيلول) 1975 لمدة سنتين تقريباً، والثانية في 22 سبتمبر (أيلول) 1985 لعدّة شهور. وبعد تقاعده، التحق بجامعتي آل البيت وجامعة جرش في الأردن وحصل على شهادات من هناك.
كان عضوًا في جمعية الكتاب والمؤلفين المنحلة، واتحاد الأدباء العراقيين. حضر الندوات الدولية العديدة، منها ندوة الدولية للثقافة الشعبية في كوتاك بولاية أوريسا الهند (1979)، وندوة تأليف كتب تعليم العربية للناطقين باللغات الأخرى في الرباط (1980). له بحوث أدبية كثيرة، منها البحوث التي كتشف عن أثر اللغة العربية‌ في اللغة السواحيلية واليوريا والهوسا واللغة الأندونيسية، وعن أثرها كذلك في القصص الهندي والصيني.

## حياته الشخصية
تزوَّج ابنة عمه التي عملت معلمة للغة العربية. ولهما سبعة أولاد: سفانة، أصيل، انعام، أوشال، علي، ومحمد. توفيت زوجته في أكتوبر (تشرين الأول) 2017 في بغداد. وبعد وفاته، قررت أسرته تحويل مكتبته الشخصية إلى مكتبة عامة، في وسط العاصمة بغداد، التي افتتحت في 6 سبتمبر (أيلول) 2012، وهي مكتبة متميزة فيها أكثر من 6 آلاف كتاب.

## آثاره
له مؤلفات كثيرة، من دراساته:
- «الشعر والإسلام»، 1959
- «تطور الفكرة والأسلوب في الأدب العراقي في القرنين التاسع عشر والعشرين»، مطبعة المعارف، بغداد، 1959
- «مع الأدب العربي القديم»، مطبعة الآداب، النجف، 1960
- «النقد المنهجي عند الجاحظ»، مطبعة المعارف، بغداد، 1960
- «الأدب المعاصر في العراق»، مطبعة المعارف، بغداد، 1962
- «قصص بغدادية»، مطبعة المعارف، بغداد، 1962
- «شعر الكميت بن زيد الأسدي»، 1969
- «تاريخ النقد العربي من الجاهلية»، مطبعة الإيمان، 1969
- «مقالات عن الجواهري وآخرين»، مكتبة الأندلس للنشر والتوزيع، 1971
- «مقالات في النقد الأدبي»، دار النهضة العربية، 1978
- «دراسات في الادب المقارن التطبيقي»، دائرة الشؤون الثقافية والنشر، 1984
- «الشاعر الإسلامي تحت سلطنة الخلافة»، عالم الكتب للطباعة والنشر والتوزيع، 1985
- «دراسة كتاب الأغاني ومنهج مؤلفه»، عالم الكتب للطباعة والنشر والتوزيع، 1985
- «دراسة اللهجات العربية القديمة»، عالم الكتب للطباعة والنشر والتوزيع، 1986
- «الحروف العاملة في القرآن الكريم بين النحويين والبلاغيين»، عالم الكتب للطباعة والنشر والتوزيع، 1986
- «المعجم الكامل في لهجات الفصحى»، عالم الكتب للطباعة والنشر والتوزيع، 1987
- «المنار، إنكليزي - عربي»، عالم الكتب للطباعة والنشر والتوزيع، 1987
- «ديوان الحب العذري»، الدار العربية للموسوعات، 1989
- «من آفاق الأدب المقارن»، عالم الكتب للطباعة والنشر والتوزيع، 1998
- «معجمات اللغة العربية المستعارة في اللغات الأجنبية: اللغة الماليزية، اللغة الأندنوسية، اللغة السواحيلية، لغة الهوسا، لغة اليوربا»، عالم الكتب، 2000
- «معجمات اللغة العربية المستعارة في اللغات الأجنبية»، عالم الكتب للطباعة والنشر والتوزيع، 2000
- «التاثير والتاثير بين التراث الشرقي والعربي والتراث اليوناني»، دار صابر، ؟

من أدبه:
- «24 ساعة وقصائد أخرى»، مجموعة شعرية، مطبعة الآداب، النجف، 1960
- «قلبي وسيفي»، قصة مترجمة
- «عهد مضى»، رواية تاريخية، 1958
- «أغادير»، قصيدة شعرية، مطبعة المعارف، بغداد، 1960
- «أرض الغيلان، مسرحية، 1970

## وفاته
توفي داود سلوم في بغداد يوم  4 رمضان 1431هـ الموافق 13 أغسطس (آب) 2010م، عن عمر ناهز ثمانين عامًا.

## وصلات خارجية
- في موقع الأرشيف المجلات